# Малинка Велянова
Малинка Велянова е българска революционерка, деятелка на Вътрешната македоно-одринска революционна организация.

## Биография
Родена е на 20 февруари 1875 година в бедно семейство в демирхисарското село Ракитница. Работи като ратайка на турските бегове в Ново село. В 1900 година се омъжва за Пандо Велянов, деец на ВМОРО. Самата тя влиза в Организацията и служи като куриерка като пренася оръжие, храна, обувки, облекла, писма. Превежда и посреща чети. Къщата на Велянови става седалище на организацията и в нея в 1902 година е обсадена четата на Велко Марков. Къщата е запалена и шестима четници загиват. Найдо Велянов е принуден да стане четник, а Малинка Велянова е тормозена от властите. Участва в Илинденското въстание в 1903 година и три пъти е затваряна и мъчена. Поддържа връзки с Организацията до Балканската война в 1912 година.
По време на Втората световна война подпомага партизанското движение.
Умира след 1952 година.